# Johannes Torpe
Johannes Torpe (født 5. januar 1973) dansk designer og house-musiker. Johannes Torpe er opvokset i Thylejren. Han er desuden halvbror til musiker Rune Reilly Kølsch. 
Torpe samarbejder med halvbroderen Rune Reilly Kølsch om design og musik. I forbindelse med musik kalder de sig Artificial funk. Mest kendt er nummeret 'Calabria', der i vinteren 2007/2008 hittede i USA i en version med Natasja - hvor Rune i øvrigt optræder under navnet Enur - og versionen af nummeret hedder Calabria 2008.
I 2005 startede de to halvbrødre pladeselskabet Arti Farti.

## Interiører
- Supergeil
- NASA (natklub)
- ManRec

## Priser
- Den Danske Designpris 2007: For sofaen Mormor. Designet sammen med Rune Reilly Kølsch og produceret af møbelproducent Rolf Hay